# Organo-ijzerchemie
De organo-ijzerchemie bestudeert verbindingen waarin een directe binding optreedt tussen koolstof en ijzer. IJzer is een metaal, de organo-ijzerchemie is daarmee een subdiscipline van de organometaalchemie. Organo-ijzerverbindingen zijn belangrijke reagentia in de organische synthese. Vooral ijzerpentacarbonyl, di-ijzernonacarbonyl en dinatriumtetracarbonylferraat worden veel toegepast. In organo-ijzerverbindingen komt ijzer voor met oxidatiegetallen van +II, +III en +IV. Hoewel ijzer in veel toepassingen minder actief is als katalysator dan veel andere metalen, zijn de prijs en het feit dat het groener is sterke argumenten voor het gebruik als zodanig. In de organo-ijzerchemie treedt een grote verscheidenheid aan liganden op die de koolstof-ijzerbinding stabiliseren. Prominente liganden in deze serie zijn de fosfines, koolstofmonoxide en cyclopentadienyl. Naast deze zachte basen vormen de amines een vertegenwoordiging van de hardere basen.

## IJzercarbonylverbindingen

### Binaire carbonylverbindingen en hun anionen
Belangrijke ijzercarbonylverbindingen zijn de drie neutrale binaire (alleen ijzer en koolstofmonoxide) verbindingen ijzerpentacarbonyl, di-ijzernonacarbonyl en tri-ijzerdodecacarbonyl. Een of meer van de carbonylgroepen in deze verbindingen kunnen vervangen worden door een breed scala aan andere liganden, zoals diënen of fosfines.
IJzercarbonylverbindingen worden in stoichiometrische hoeveelheden toegepast bij de carbonylering van onder andere bromiden tot aldehyden. Dinatriumtetracarbonylferraat (ook Collmans reagens genoemd) kan gealkyleerd worden, gevolgd door carbonylering. Het ontstane acylderivaat ondergaat vervolgens protonolyse, waarbij het aldehyde ontstaat:
{\displaystyle \mathrm {Fe(CO)_{4}(C(O)R)\ +\ H^{+}\longrightarrow \ RCHO\ +\ Fe{-}bevattende\ verbindingen} }
Op vergelijkbare wijze kunnen de ijzeracylverbindingen bereid worden door ijzerpentacarbonyl met organolithiumverbindingen te laten reageren:
{\displaystyle \mathrm {ArLi\ +\ Fe(CO)_{5}\longrightarrow \ LiFe(CO)_{4}(C(O)R)} }
In deze reactie reageert het anion met een CO-ligand. In de complementaire reactie kan Collmans reagens gebruikt worden om acylchloriden om te zetten in aldehyden. Ook met [HFe(CO)4]−-zouten is een dergelijke omzetting mogelijk.

### Dieen-Fe(CO)3-derivaten
IJzerdieencomplexen worden meestal gesynthetiseerd met Fe(CO)5 of Fe2(CO)9 als uitgangsstof. Deze groep verbindingen omvat complexen met de gebruikelijke diënen zoals 1,3-cyclohexadieen, norbornadieen en 1,5-cyclo-octadieen. Echter, ook een reactief dieen als cyclobutadieen kan door de aanwezigheid van het ijzer gestabiliseerd worden. In het complex met 1,3-butadieen is het dieen aanwezig in de cis-conformatie. IJzercarbonylverbindingen worden toegepast als beschermende groep voor diënen tijdens een hydrogenering of een diels-alderreactie.
Cyclobutadieenijzertricarbonyl kan bereid worden uit 3,4-dichloorcyclobuteen en Fe2(CO)9.
Cyclohexadiënen, vaak afkomstig uit de Birch-reductie van aromatische verbindingen, vormen dieenderivaten van het type (dieen)Fe(CO)3. De affiniteit van de Fe(CO)3-groep ten opzichte van geconjugeerde diënen blijkt onder andere uit de isomerisatie van 1,5-cyclo-octadieen tot 1,3-cyclo-octadieen die door deze groep gekatalyseerd wordt. Cyclohexadieencomplexen staan makkelijk een hydride (H−) af, waarna de ontstane kationen met nucleofielen kunnen reageren.
Het enon-complex (benzylideenaceton)ijzertricarbonyl geldt als een bron van de Fe(CO)3-groep en wordt toegepast in de synthese van derivaten.
De reactie van alkynen leidt tot een verscheidenheid van producten, naast verscheidene cyclobutadiënen en ferrolen, afgeleiden van cyclobutadieen met de algemene formule Fe2(C4R4)(CO)6, worden derivaten van cyclopentadiënon gevormd.

### Derivaten met zwavel en fosfor
Complexen met de algemene formules Fe2(SR)2(CO)6 en Fe2(PR2)2(CO)6 worden gevormd bij de reactie van Fe2(CO)9 met thiolen respectievelijk secundaire fosfines. De thiolaten kunnen ook verkregen worden via het tetraëdrische Fe2S2(CO)6.

## Ferrocenen en andere cyclopentadienylderivaten

### Ferroceen en derivaten
Ferroceen, vaak afgekort tot FeCp2, neemt in de organometaalchemie een belangrijke plaats in. Niet zozeer omwille van de verbinding op zich, maar vooral vanwege het feit dat het de eerste verbinding in de klasse van de metallocenen was. De snelle evolutie van de organometaalchemie in de 20e eeuw kan voor een groot deel teruggevoerd worden op de ontdekking van ferroceen als een zeer stabiele verbinding, die de weg wees naar de synthese van een grote groep zogenaamde sandwichverbindingen. Ferroceen ontstaat bij de reactie van cyclopentadiënylnatrium met ijzer(II)chloride:
{\displaystyle \mathrm {2\ NaC_{5}H_{5}\ +\ FeCl_{2}\longrightarrow \ Fe(C_{5}H_{5})_{2}\ +\ 2\ NaCl} }
Ferroceen kan via de cyclopentadiënylringen een verscheidenheid aan reacties ondergaan, waaronder Friedel-Craftsreacties en organolithiëring. Op de cyclopentadiënylringen kunnen verscheidene liganden worden geplaatst, zoals in 1,1'-bis(difenylfosfino)ferroceen, een krachtige en nuttige katalysator. Met aluminiumchloride in benzeen ontstaat het kation [CpFe(C6H6)]+. Ferroceen kan geoxideerd worden tot de 17-elektronverbinding ferrocenium.

### Derivaten van het cyclopentadiënylijzerdicarbonyldimeer

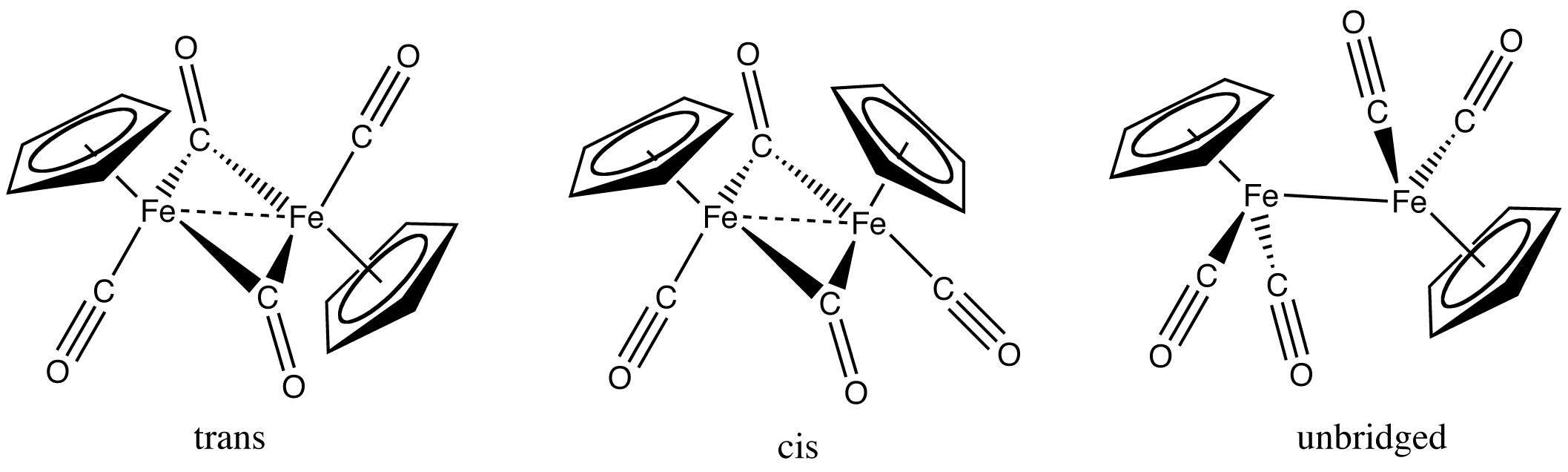
Dimeer van cyclopentadiënylijzerdicarbonyl.

IJzerpentacarbonyl reageert met dicyclopentadieen onder vorming van een cyclopentadiënylcomplex: cyclopentadienylijzerdicarbonyldimeer: [FeCp(CO)2]2. Vaak wordt FeCp(CO)2 afgekort tot Fp. Het deeltje gedraagt zich een beetje als een halogeen: het vormt eenwaardige negatieve ionen (Fp−), maar komt ook als neutraal dimeer voor (Fp2).
Reductie van het dimeer met natrium leidt tot NaFp, een krachtig nucleofiel en uitgangsstof voor veel derivaten van het type CpFe(CO)2R.
[FpCH2S(CH3)2]+ wordt toegepast in cyclopropanaties. Fp-acyl-verbindingen, analoga van de zuurchlorides, zijn prochiraal. Het chirale derivaat CpFe(PPh3)(CO)-acyl werd in 2004 beschreven. Pyrolyse van Fp2 leidt tot een kubisch cluster [FeCp(CO)]4.

### Polyhaptische organische liganden
Naast cyclopentadieen treden ook andere meervoudig onverzadigde verbindingen op als polyhaptische liganden voor ijzer. Stabiele complexen van ijzer, met en zonder carbonylgroepen, zijn beschreven voor een grote verscheidenheid aan liganden, zoals cycloheptatrieen, azuleen, cyclo-octatetraeen (COT) en bullvaleen. De verbinding Fe(COT)2 is in de organometaalchemie al sedert 1974 bekend. Fe3(COT)3 werd in 2009 ontdekt als reactieproduct van Fe(COT2 met een katalytische hoeveelheid van een stabiel carbeen. De stof kan beschouwd worden als de organische versie van tri-ijzerdodecacarbonyl.

## Fosfine- en aminecomplexen van ijzer(II)
Zoals veel complexen in de organometaalchemie geldt ook voor ijzer(II) dat bij afwezigheid van cyclopentadiënyl als ligand, tertiaire fosfine- en amineliganden kunnen optreden. Complexen van het type FeX2(difosfine)2 treden hierin duidelijk op de voorgrond. In deze verbindingen worden vroege voorbeelden aangetroffen van activering van de C-H-binding, diwaterstof- en distikstofcomplexen. Complexen die zijn afgeleid van een Schiff-base, vormen actieve polymerisatie-katalysatoren.

## Toepassingen van organo-ijzerverbindingen
Vanwege zowel de lage kosten als geringe toxiciteit van zijn zouten, worden verbindingen van ijzer vaak in stoichiometrische hoeveelheden gebruikt. De rol van ijzer als katalysator in organische reacties wordt alleen overschaduwd door die van de verwante organokobalt- en organonikkelverbindingen. Onderstaande lijst geeft slechts enkele voorbeelden en is zeker niet uitputtend:
- Additiereacties zoals de aldol- en de Michael-additie.[15]
- Verbindingen van het type [(η3-allyl)Fe(CO)4+X− worden toegepast als synthons voor het allyl-kation in allyl-substitutiereacties.[16] Op dezelfde manier fungeert (C6H5)(CO2)Fe+(η2-CH2=CH2(OEt))BF4− als een vinylkation.[17] Dinatriumtetracarbonylferraat kan beschouwd worden als een synthon van het CO-dianion.[18]
- Cycloadditiereacties, zoals de cyclopropanatie, waarbij CpFe(CO)2CH2S+(CH3)2BF4− een rol speelt.[19] Ook in de een-reactie zijn voorbeelden bekend van katalyse door organo-ijzerverbindingen.[20]
- Hydrogenatie en organische reductie.
- Isomerisatiereacties en omleggingsreacties.
- Koppelingsreacties.

## Biochemische organo-ijzerverbindingen
In de biochemie zijn organo-ijzerverbindingen bekend die een rol spelen in het actieve centrum van ten minste drie hydrogenasen.